# César 2000
Die 25. Verleihung der Césars fand am 19. Februar 2000 im Théâtre des Champs-Élysées in Paris statt. Präsident der Verleihung war zum zweiten Mal der Schauspieler Alain Delon. Ausgestrahlt wurde die Verleihung, die von Alain Chabat moderiert wurde, vom französischen Fernsehsender Canal+.

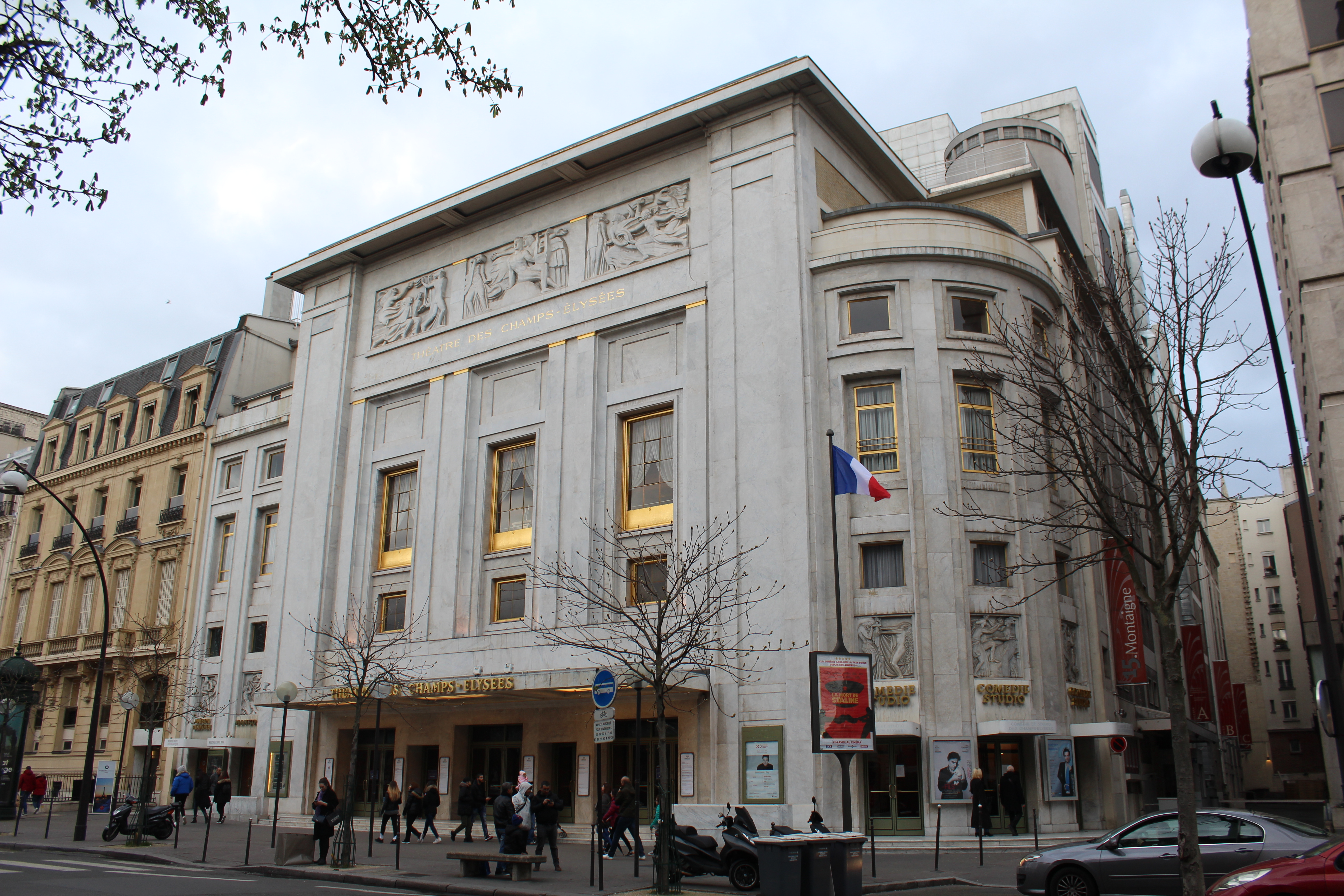
Das Théâtre des Champs-Élysées, der Veranstaltungsort der Verleihung

Bei insgesamt sieben Nominierungen wurde Tonie Marshalls Tragikomödie Schöne Venus mit vier und den damit meisten Trophäen des Abends prämiert. Neben den wichtigen Kategorien Bester Film, Beste Regie und Bestes Drehbuch, für die Marshall drei Trophäen persönlich entgegennehmen durfte, konnte der Film über die Schicksale und Probleme von Angestellten und Kunden eines Beauty-Salons mit Nachwuchstalent Audrey Tautou auch eine Darstellerkategorie für sich entscheiden. Mit je acht Nominierungen gingen in diesem Jahr Luc Bessons Historienepos Johanna von Orleans und Patrice Lecontes romantisches Filmdrama Die Frau auf der Brücke ins Rennen um die Césars. Während Bessons Film für Kostüme und Ton mit zwei Preisen ausgezeichnet wurde, setzte sich Lecontes in Schwarzweiß gedrehter Film nur mit seinem Hauptdarsteller Daniel Auteuil gegen die Konkurrenz durch. Auteuil, der in der Rolle eines Messerwerfers Jean-Pierre Bacri, Albert Dupontel, Vincent Lindon und Philippe Torreton auf die Plätze verwies, gewann bei seiner neunten Nominierung in der Kategorie Bester Hauptdarsteller seinen zweiten César nach seinem Triumph von 1987. Ihren zweiten César nach 1986 gewann auch Charlotte Gainsbourg als beste Nebendarstellerin für ihre Darbietung in Danièle Thompsons Familiendrama La bûche. Beste Hauptdarstellerin wurde Karin Viard vor Nathalie Baye, Sandrine Bonnaire, Catherine Frot und Vanessa Paradis für ihre Rolle einer schwangeren Frau, die an Brustkrebs erkrankt, in Sólveig Anspachs Langfilmdebüt Hoch die Herzen, das wie Thompsons La bûche auch als bestes Erstlingswerk nominiert war.
Jean Beckers fünffach nominierte Romanverfilmung Ein Sommer auf dem Lande und Régis Wargniers in der Sowjetunion spielendes Filmdrama Est-Ouest – Eine Liebe in Russland, das mit vier Nominierungen berücksichtigt worden war, konnten am Ende keinen Preis für sich verbuchen. Als bester ausländischer Film stellte sich mit Alles über meine Mutter das zweite Mal nach 1993 ein Film von Pedro Almodóvar heraus, der ein Jahr zuvor auch einen Ehren-César erhalten hatte. Die diesjährigen Ehrenpreise gingen an die Schauspielerin und Regisseurin Josiane Balasko, an den Filmjournalist Georges Cravenne, der die Verleihung der Césars 1975 ins Leben gerufen hatte, an den Schauspieler Jean-Pierre Léaud und an US-Regisseur Martin Scorsese.

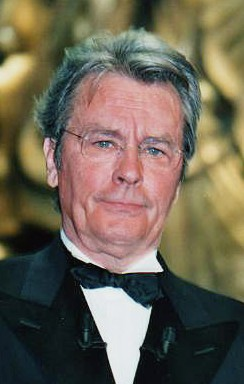
Präsident der Verleihung: Alain Delon

## Gewinner und Nominierungen

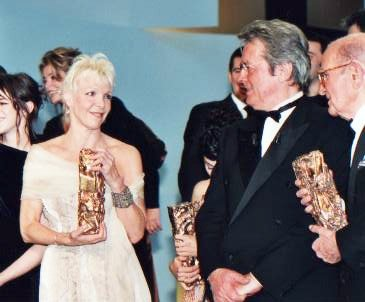
Für den besten Film, die beste Regie und das beste Drehbuch ausgezeichnet: Tonie Marshall mit Alain Delon

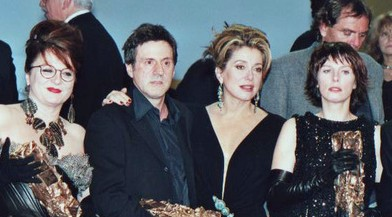
Ehrenpreisträgerin Josiane Balasko, der beste Hauptdarsteller Daniel Auteuil, Catherine Deneuve und Karin Viard, die beste Hauptdarstellerin (v. l. n. r.)

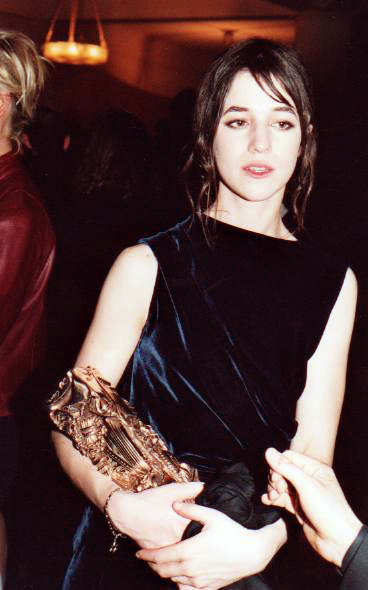
Charlotte Gainsbourg, die beste Nebendarstellerin

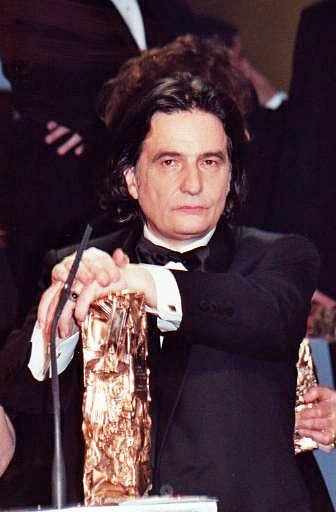
Jean-Pierre Léaud mit seinem Ehrenpreis

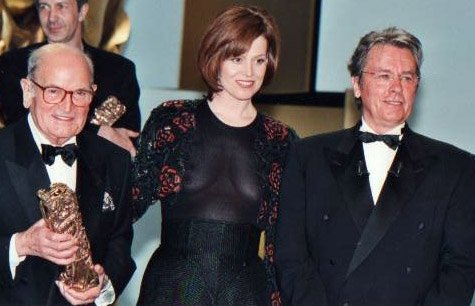
Ehrenpreisträger Georges Cravenne (links) mit Sigourney Weaver und Alain Delon

| Statistik (Filme mit mehr als einer Nominierung) N=Nominierung; A=Auszeichnung |   |   |
| Film                                                                           | N | A |
| Johanna von Orleans                                                            | 8 | 2 |
| Die Frau auf der Brücke                                                        | 8 | 1 |
| Schöne Venus                                                                   | 7 | 4 |
| Ma petite entreprise                                                           | 5 | 1 |
| Ein Sommer auf dem Lande                                                       | 5 | 0 |
| La bûche                                                                       | 4 | 1 |
| Est-Ouest – Eine Liebe in Russland                                             | 4 | 0 |
| Hoch die Herzen                                                                | 3 | 1 |
| Karnaval                                                                       | 3 | 0 |
| Tagebuch eines Landarztes                                                      | 3 | 0 |
| Himalaya – Die Kindheit eines Karawanenführers                                 | 2 | 2 |
| Späte Reise                                                                    | 2 | 2 |
| C’est quoi la vie?                                                             | 2 | 1 |
| Rembrandt                                                                      | 2 | 1 |
| La dilettante                                                                  | 2 | 0 |
| Peut-être                                                                      | 2 | 0 |

### Bester Film (Meilleur film)
Schöne Venus (Venus beauté (Institut)) – Regie: Tonie Marshall
- Ein Sommer auf dem Lande (Les enfants du marais) – Regie: Jean Becker
- Est-Ouest – Eine Liebe in Russland (Est-Ouest) – Regie: Régis Wargnier
- Die Frau auf der Brücke (La fille sur le pont) – Regie: Patrice Leconte
- Johanna von Orleans (The Messenger: The Story of Joan of Arc) – Regie: Luc Besson

### Beste Regie (Meilleur réalisateur)
Tonie Marshall – Schöne Venus (Venus beauté (Institut))
- Jean Becker – Ein Sommer auf dem Lande (Les enfants du marais)
- Luc Besson – Johanna von Orleans (The Messenger: The Story of Joan of Arc)
- Michel Deville – Tagebuch eines Landarztes (La maladie de Sachs)
- Patrice Leconte – Die Frau auf der Brücke (La fille sur le pont)
- Régis Wargnier – Est-Ouest – Eine Liebe in Russland (Est-Ouest)

### Bester Hauptdarsteller (Meilleur acteur)
Daniel Auteuil – Die Frau auf der Brücke (La fille sur le pont)
- Jean-Pierre Bacri – Kennedy und ich (Kennedy et moi)
- Albert Dupontel – Tagebuch eines Landarztes (La maladie de Sachs)
- Vincent Lindon – Ma petite entreprise
- Philippe Torreton – Es beginnt heute (Ca commence aujourd’hui)

### Beste Hauptdarstellerin (Meilleure actrice)
Karin Viard – Hoch die Herzen (Haut les cœurs!)
- Nathalie Baye – Schöne Venus (Venus beauté (Institut))
- Sandrine Bonnaire – Est-Ouest – Eine Liebe in Russland (Est-Ouest)
- Catherine Frot – La dilettante
- Vanessa Paradis – Die Frau auf der Brücke (La fille sur le pont)

### Bester Nebendarsteller (Meilleur acteur dans un second rôle)
François Berléand – Ma petite entreprise
- Jacques Dufilho – C’est quoi la vie?
- André Dussollier – Ein Sommer auf dem Lande (Les enfants du marais)
- Claude Rich – La bûche
- Roschdy Zem – Ma petite entreprise

### Beste Nebendarstellerin (Meilleure actrice dans un second rôle)
Charlotte Gainsbourg – La bûche
- Catherine Mouchet – Ma petite entreprise
- Bulle Ogier – Schöne Venus (Venus beauté (Institut))
- Line Renaud – Meine schöne Schwiegermutter (Belle maman)
- Mathilde Seigner – Schöne Venus (Venus beauté (Institut))

### Bester Nachwuchsdarsteller (Meilleur jeune espoir masculin)
Éric Caravaca – C’est quoi la vie?
- Clovis Cornillac – Karnaval
- Romain Duris – Peut-être
- Laurent Lucas – Hoch die Herzen (Haut les cœurs!)
- Robinson Stévenin – Mauvaises fréquentations

### Beste Nachwuchsdarstellerin (Meilleur jeune espoir féminin)
Audrey Tautou – Schöne Venus (Venus beauté (Institut))
- Valentina Cervi – Rien sur Robert
- Émilie Dequenne – Rosetta
- Barbara Schulz – La dilettante
- Sylvie Testud – Karnaval

### Bestes Erstlingswerk (Meilleur premier film)
Späte Reise (Voyages) – Regie: Emmanuel Finkiel
- La bûche – Regie: Danièle Thompson
- Hoch die Herzen (Haut les cœurs!) – Regie: Sólveig Anspach
- Karnaval – Regie: Thomas Vincent
- Rekordjäger (Les convoyeurs attendent) – Regie: Benoît Mariage

### Bestes Drehbuch (Meilleur scénario original ou adaptation)
Tonie Marshall – Schöne Venus (Venus beauté (Institut))
- Michel Deville und Rosalinde Deville – Tagebuch eines Landarztes (La maladie de Sachs)
- Serge Frydman – Die Frau auf der Brücke (La fille sur le pont)
- Simon Michaël und Pierre Jolivet – Ma petite entreprise
- Danièle Thompson und Christopher Thompson – La bûche

### Beste Filmmusik (Meilleure musique écrite pour un film)
Bruno Coulais – Himalaya – Die Kindheit eines Karawanenführers (Himalaya – L’enfance d’un chef)
- Pierre Bachelet – Ein Sommer auf dem Lande (Les enfants du marais)
- Patrick Doyle – Est-Ouest – Eine Liebe in Russland (Est-Ouest)
- Eric Serra – Johanna von Orleans (The Messenger: The Story of Joan of Arc)

### Bestes Szenenbild (Meilleurs décors)
Philippe Chiffre – Rembrandt
- François Emmanuelli – Peut-être
- Jean Rabasse – Asterix und Obelix gegen Caesar (Astérix et Obélix contre César)
- Hugues Tissandier – Johanna von Orleans (The Messenger: The Story of Joan of Arc)

### Beste Kostüme (Meilleurs costumes)
Catherine Leterrier – Johanna von Orleans (The Messenger: The Story of Joan of Arc)
- Eve-Marie Arnault – Rembrandt
- Gabriella Pescucci und Caroline de Vivaise – Die wiedergefundene Zeit (Le temps retrouvé)

### Beste Kamera (Meilleure photographie)
Eric Guichard und Jean-Paul Meurisse – Himalaya – Die Kindheit eines Karawanenführers (Himalaya – L’enfance d’un chef)
- Thierry Arbogast – Johanna von Orleans (The Messenger: The Story of Joan of Arc)
- Jean-Marie Dreujou – Die Frau auf der Brücke (La fille sur le pont)

### Bester Ton (Meilleur son)
Vincent Tulli, François Groult und Bruno Tarrière – Johanna von Orleans (The Messenger: The Story of Joan of Arc)
- Paul Lainé und Dominique Hennequin – Die Frau auf der Brücke (La fille sur le pont)
- Guillaume Sciama und William Flageollet – Ein Sommer auf dem Lande (Les enfants du marais)

### Bester Schnitt (Meilleur montage)
Emmanuelle Castro – Späte Reise (Voyages)
- Joëlle Hache – Die Frau auf der Brücke (La fille sur le pont)
- Sylvie Landra – Johanna von Orleans (The Messenger: The Story of Joan of Arc)

### Bester Kurzfilm (Meilleur court métrage)
Dreckige Bastarde (Sale battars) – Regie: Delphine Gleize
- À l’ombre des grands baobabs – Regie: Rémy Tamalet
- Rue Bleue – Regie: Chad Chenouga
- Camping sauvage – Regie: Giordano Gederlini
- Acide animé – Regie: Guillaume Bréaud

### Bester ausländischer Film (Meilleur film étranger)
Alles über meine Mutter (Todo sobre mi madre), Spanien/Frankreich – Regie: Pedro Almodóvar
- Being John Malkovich, USA – Regie: Spike Jonze
- Eyes Wide Shut, USA/Großbritannien – Regie: Stanley Kubrick
- Ghost Dog – Der Weg des Samurai (Ghost Dog: The Way of the Samurai), USA/Deutschland/Frankreich – Regie: Jim Jarmusch
- Der schmale Grat (The Thin Red Line), USA – Regie: Terrence Malick

## Ehrenpreis (César d’honneur)
- Josiane Balasko, französische Schauspielerin, Drehbuchautorin und Regisseurin
- Georges Cravenne, französischer Filmjournalist und Begründer des Césars
- Jean-Pierre Léaud, französischer Schauspieler
- Martin Scorsese, US-amerikanischer Regisseur, Drehbuchautor und Filmproduzent